# Alberta Brianti
Alberta Brianti (San Secondo Parmense, 5 april 1980) is een voormalig tennisspeelster uit Italië. Brianti speelt rechtshandig en heeft een enkelhandige backhand. Zij was actief in het internationale tennis van 1996 tot en met 2017.

## Loopbaan
Brianti debuteerde in 1996 op het ITF-toernooi van Orbetello (Italië).
Zij kwalificeerde zich in 2001 voor het eerst in de WTA-tour op het toernooi van Tasjkent.
Haar grandslamdebuut had zij in 2006 op Roland Garros.
Brianti heeft één WTA-titel weten te behalen in het enkelspel: op het WTA-toernooi van Fez 2011. In het dubbelspel won zij twee toernooien. Daarnaast won zij in het ITF-circuit negen toernooien in het enkelspel en elf in het dubbelspel. Haar beste resultaat op de grandslamtoernooien is het bereiken van de derde ronde, op het Australian Open 2010.

## Posities op deWTA-ranglijst
Positie per einde seizoen:
| jaar | rang enkelspel | rang dubbelspel |
| ---- | -------------- | --------------- |
| 1995 | –              | 807             |
| 1996 | 973            | 830             |
| 1997 | 801            | 878             |
| 1998 | 649            | 554             |
| 1999 | 814            | –               |
| 2000 | 368            | 590             |
| 2001 | 283            | 499             |
| 2002 | 386            | 496             |
| 2003 | 300            | 457             |
| 2004 | 331            | 316             |
| 2005 | 295            | 376             |
| 2006 | 106            | 267             |
| 2007 | 144            | 139             |
| 2008 | 173            | 216             |
| 2009 | 74             | 196             |
| 2010 | 92             | 83              |
| 2011 | 71             | 79              |
| 2012 | 130            | 93              |
| 2013 | 202            | 557             |
| 2014 | 205            | 376             |
| 2015 | 275            | 1111            |
| 2016 | 459            | –               |
| 2017 | 714            | –               |

## Palmares
| Legenda                | Legenda                  |
| ---------------------- | ------------------------ |
| Grandslamtoernooi      |                          |
| Olympische Spelen      |                          |
| Year-End Championships |                          |
| tot 2009               | 2009 – 2020 / vanaf 2021 |
| Tier I                 | Premier Mandatory        |
| Tier II                | Premier Five / WTA 1000  |
| Tier III               | Premier / WTA 500        |
| Tier IV & V            | International / WTA 250  |
|                        | Challenger / WTA 125     |

### WTA-finaleplaatsen enkelspel
| nr.              | finale     | toernooi      | ondergrond | tegenstandster | score    |         |
| ---------------- | ---------- | ------------- | ---------- | -------------- | -------- | ------- |
| gewonnen finales |            |               |            |                |          |         |
| 1.               | 2011-04-24 | WTA Fez       | gravel     | Simona Halep   | 6-4, 6-3 | details |
| verloren finales |            |               |            |                |          |         |
| 1.               | 2009-09-20 | WTA Guangzhou | hardcourt  | Shahar Peer    | 3-6, 4-6 | details |

### WTA-finaleplaatsen vrouwendubbelspel
| nr.              | finale     | toernooi     | ondergrond    | partner           | tegenstandsters                      | score    |         |
| ---------------- | ---------- | ------------ | ------------- | ----------------- | ------------------------------------ | -------- | ------- |
| gewonnen finales |            |              |               |                   |                                      |          |         |
| 1.               | 2010-07-17 | WTA Palermo  | gravel        | Sara Errani       | Jill Craybas Julia Görges            | 6-4, 6-1 | details |
| 2.               | 2011-08-27 | WTA Dallas   | hardcourt     | Sorana Cîrstea    | Alizé Cornet Pauline Parmentier      | 7-5, 6-3 | details |
| verloren finales |            |              |               |                   |                                      |          |         |
| 1.               | 2007-09-23 | WTA Calcutta | hardcourt (i) | Marija Koryttseva | Vania King Alla Koedrjavtseva        | 1-6, 4-6 | details |
| 2.               | 2012-07-29 | WTA Bakoe    | hardcourt     | Eva Birnerová     | Iryna Boerjatsjok Valerija Solovjeva | 3-6, 2-6 | details |

### Gewonnen ITF-toernooien enkelspel
| nr. | finale     | toernooi                | dotatie   | ondergrond    | tegenstandster in finale | score         |
| --- | ---------- | ----------------------- | --------- | ------------- | ------------------------ | ------------- |
| 1.  | 2001-05-27 | Guimarães               | $ 25.000  | hardcourt     | Sabine Klaschka          | 6-2, 6-4      |
| 2.  | 2002-07-20 | Frinton                 | $ 10.000  | gras          | Hannah Collin            | 7-5, 3-6, 6-2 |
| 3.  | 2002-08-04 | Pontevedra              | $ 10.000  | hardcourt     | Frederica Piedade        | 6-4, 3-6, 6-0 |
| 4.  | 2002-08-11 | Vigo                    | $ 10.000  | hardcourt     | Frederica Piedade        | 6-2, 7-5      |
| 5.  | 2004-03-14 | Rome                    | $ 10.000  | gravel        | Tereza Veverková         | 6-4, 4-6, 6-2 |
| 6.  | 2006-02-26 | Saint-Georges-de-Beauce | $ 25.000  | hardcourt (i) | Dominika Cibulková       | 6-4, 6-2      |
| 7.  | 2006-03-25 | Sint-Petersburg         | $ 25.000  | hardourt (i)  | Alla Koedrjavtseva       | 6-1, 6-4      |
| 8.  | 2007-10-21 | Saint-Raphaël           | $ 50.000  | hardcourt (i) | Stéphanie Foretz         | 6-4, 6-4      |
| 9.  | 2010-10-02 | Ningbo                  | $ 100.000 | hardcourt     | Magdaléna Rybáriková     | 6-4, 6-4      |

### Gewonnen ITF-toernooien dubbelspel
| nr. | finale     | toernooi                | dotatie  | ondergrond    | partner             | tegenstandsters in finale              | score         |
| --- | ---------- | ----------------------- | -------- | ------------- | ------------------- | -------------------------------------- | ------------- |
| 01. | 1998-08-02 | Muri Antichi            | $ 10.000 | gravel        | Chiara Dalbon       | Sandra Mantler Shelley Stephens        | 6-3, 6-4      |
| 02. | 1998-08-09 | Umberto                 | $ 10.000 | gravel        | Chiara Dalbon       | Bettina Fulco-Villella Jorgelina Torti | 7-5, 6-4      |
| 03. | 2002-07-20 | Frinton                 | $ 10.000 | gras          | Michelle Summerside | Irina Bulykina Jevgenia Linetskaja     | 6-3, 6-4      |
| 04. | 2004-02-01 | Bergamo                 | $ 25.000 | tapijt (i)    | Kildine Chevalier   | Iva Majoli Sanda Mamić                 | 6-4, 6-4      |
| 05. | 2005-03-13 | Napels                  | $ 10.000 | gravel        | Stefanie Haidner    | Anna Floris Giulia Meruzzi             | 6-4, 6-3      |
| 06. | 2005-05-08 | Catania                 | $ 25.000 | gravel        | Giulia Casoni       | Giulia Gabba Valentina Sulpizio        | 6-3, 6-3      |
| 07. | 2006-02-19 | Saguenay                | $ 25.000 | hardcourt (i) | Giulia Casoni       | Raquel Kops-Jones Aleke Tsoubanos      | 6-4, 7-6      |
| 08. | 2006-02-26 | Saint-Georges-de-Beauce | $ 25.000 | hardcourt (i) | Giulia Casoni       | Veronika Chvojková Dominika Cibulková  | 6-2, 3-6, 6-1 |
| 09. | 2008-04-18 | Bari                    | $ 25.000 | gravel        | Anna Floris         | Polona Hercog Stephanie Vogt           | 6-3, 6-3      |
| 10. | 2008-09-13 | Sarajevo                | $ 25.000 | gravel        | Polona Hercog       | Çağla Büyükakçay Julia Glushko         | 6-4, 7-5      |
| 11. | 2009-04-04 | Latina                  | $ 50.000 | gravel        | Julia Schruff       | Marina Sjamajko Emily Stellato         | 6-1, 6-4      |

## Resultaten grandslamtoernooien
| Legenda | Legenda                          |
| ------- | -------------------------------- |
| g.t.    | geen toernooi gehouden           |
| l.c.    | lagere categorie                 |
| –       | niet deelgenomen                 |
| G       | uitgeschakeld in de groepsfase   |
| 1R      | uitgeschakeld in de eerste ronde |
| 2R      | uitgeschakeld in de tweede ronde |
| 3R      | uitgeschakeld in de derde ronde  |
| 4R      | uitgeschakeld in de vierde ronde |
| KF      | uitgeschakeld in de kwartfinale  |
| HF      | uitgeschakeld in de halve finale |
| F       | de finale verloren               |
| W       | het toernooi gewonnen            |
| w-v     | winst/verlies-balans             |

### Enkelspel
| toernooi        | 2006 | 2007 |    | 2009 | 2010 | 2011 | 2012 |
| --------------- | ---- | ---- | -- | ---- | ---- | ---- | ---- |
| Australian Open | –    | 1R   | 2R | 3R   | 2R   | 2R   |      |
| Roland Garros   | 1R   | 1R   | –  | 1R   | 1R   | 1R   |      |
| Wimbledon       | –    | 1R   | 1R | 2R   | 1R   | 1R   |      |
| US Open         | –    | 1R   | 1R | 1R   | 1R   | –    |      |

### Vrouwendubbelspel
| toernooi        | 2007 |    | 2010 | 2011 | 2012 |
| --------------- | ---- | -- | ---- | ---- | ---- |
| Australian Open | –    | 1R | 1R   | 2R   |      |
| Roland Garros   | 1R   | 2R | 1R   | 1R   |      |
| Wimbledon       | –    | 1R | 1R   | 1R   |      |
| US Open         | –    | 1R | 1R   | 1R   |      |

### Gemengd dubbelspel
| toernooi        | 2011 |
| --------------- | ---- |
| Australian Open | –    |
| Roland Garros   | –    |
| Wimbledon       | 2R   |
| US Open         | –    |